# 897 TCN
897 TCN là một năm trong lịch La Mã.